# Aeroportul Dipolog
Aeroportul Dipolog (IATA: DPL, ICAO: RPMG) este un aeroport din Dipolog⁠(d), Zamboanga del Norte⁠(d), Zamboanga Peninsula⁠(d), Filipine ce deservește zona Dipolog⁠(d). Aeroportul a fost tranzitat în 2022 de 235.553 de pasageri. A fost numit după zona deservită.
Situat la o altitudine de 4 m, aeroportul dispune de 1 pistă. Este operat de Civil Aviation Authority of the Philippines⁠(d).

## Infrastructură

### Piste
Aeroportul dispune de o singură pistă. Pista are orientarea 01/06. 